# مقاطعة ملاير
مقاطعة ملاير (بالفارسية: شهرستان ملایر) هي إحدى مقاطعات محافظة همدان في إيران. كان عدد سكان المقاطعة سنة 2006 حوالي 285,272 نسمة.